# Leo Nikolic
Leo Nikolic (* 22. Dezember 1998 in Wien) ist ein österreichischer Handballtorwart.

## Karriere
Nikolic begann in seiner Jugend bei WAT Atzgersdorf Handball zu spielen. Für die Wiener lief der Handballtorwart später auch in der spusu Challenge auf. In der Saison 2017/18 und 2018/19 lief er mit Förderlizenz für die SG Handball West Wien in der spusu Liga auf. 2019/20 war Nikolic beim HC Bruck unter Vertrag. Für die Saison 2020/21 wurde er von der HSG Graz als Nachfolge von Thomas Eichberger verpflichtet. 2023/24 unterschrieb Nikolic bei den BT Füchsen. Nach dieser Saison verließ der Torwart den Verein wieder.